# بهرام توکلی
بهرام توکلی (زادهٔ ۴ آذر ۱۳۵۵) فیلمنامه‌نویس و کارگردان ایرانی ا‌ست. او دارای مدرک کارشناسی تاتر از دانشکده هنرهای زیبای دانشگاه تهران و مدرک کارشناسی ارشد ادبیات نمایشی از دانشگاه تربیت مدرس است. وی فعالیت سینمایی را با کارگردانی فیلم‌های کوتاه شروع کرد. وی در ساخت چندین برنامه تلویزیونی به عنوان طراح صحنه و نویسنده متن شرکت داشته و همچنین عضو هیئت انتخاب و داوری در چندین جشنواره فیلم در طول سالهای فعالیتش بوده‌است.

## فیلم شناسی
| ۱۴۰۰ | مترجم                  | آری | آری |  |
| ۱۳۹۹ | نون خ ۳                |     | آری |  |
| ۱۳۹۸ | روز صفر                | آری |     |  |
| ۱۳۹۷ | غلامرضا تختی           | آری | آری |  |
| ۱۳۹۷ | نهنگ آبی               |     | آری |  |
| ۱۳۹۶ | تنگه ابوقریب           | آری | آری |  |
| ۱۳۹۵ | بیمار استاندارد        |     | آری |  |
| ۱۳۹۳ | من دیه‌گو مارادونا هستم | آری | آری |  |
| ۱۳۹۲ | بیگانه                 | آری | آری |  |
| ۱۳۹۱ | آسمان زرد کم‌عمق        | آری | آری |  |
| ۱۳۸۹ | اینجا بدون من          | آری | آری |  |
| ۱۳۸۸ | پرسه در مه             | آری | آری |  |
| ۱۳۸۴ | پابرهنه در بهشت        | آری | آری |  |
| ۱۳۷۹ | عقل سرخ                | آری | آری |  |

### فیلم کوتاه
- فیلم کوتاه داستانی «شیطان»، بتاکم، ۳۰ دقیقه (۱۳۷۶)

حضور در بخش مسابقه جشنواره بین‌المللی فیلم کوتاه تهران
حضور درجشنواره بین‌المللی فیلم دانشجویی در بخش مسابقه
- فیلم کوتاه داستانی «سکوت»، بتاکم، ۲۵ دقیقه (۱۳۷۹)
- فیلم کوتاه داستانی «ترانه‌ای برای ارواح کوهستان»، ۳۵ م م، ۱۵ دقیقه (۱۳۷۹)

برنده بهترین فیلم کوتاه جشنواره بین‌المللی فیلم فجر
برنده بهترین فیلم نامه از جشنواره فیلم کوتاه تهران
برنده بهترین فیلم نامه کوتاه از جشنواره فیلم ایران زمین
برنده بهترین فیم کوتاه جشنواره ایران سبز
برنده بهترین فیلم کوتاه از جشنواره طلای سرخ
شرکت در جشنواره فیلم کرالایای هند
شرکت در جشنواره فیلم کوتاه سن پطرزبورگ
- فیلم کوتاه داستانی «منطق مطلق اتفاق»، دی وی کم، ۲۸ دقیقه (۱۳۸۵)

برنده بهترین فیلم کوتاه جشنواره بین‌المللی فیلم کوتاه تهران
برنده بهترین فیلم از نگاه دانشجویان در جشنواره بین‌المللی فیلم کوتاه تهران
برنده جایزه ویژه انجمن فیلم کوتاه ایران به عنوان بهترین فیلم کوتاه سال
برنده جایزه بهترین فیلم در جشنواره فیلم زنان
نامزد بهترین فیلم در جشن خانه سینما
شرکت در جشنواره فیلم کوتاه ناپل – ایتالیا
شرکت در هفته فرهنگی سینمای ایران در آمریکا
- فیلم کوتاه «روایت شتابزده یک داستان ساده با پایان خوش»، دی وی کم، ۳۰دقیقه (۱۳۸۶)

برنده بهترین فیلم نامه از جشنواره بین‌المللی فیلم کوتاه تهران
نامزد بهترین فیلم کوتاه از جشن خانه سینما
نامزد بهترین فیلم کوتاه از جشنواره بین‌المللی فیلم فجر
برنده مدال برنز جشنواره ابنزه اتریش

### مستند
- فیلم کوتاه مستند "فصل سرد"(دربارهٔ آسیب دیدگان اعصاب و روان جنگ ایران و عراق)، بتاکم، ۲۵ دقیقه (۱۳۷۹)

شرکت در جشنواره بین‌المللی فیلم کوتاه تهران
شرکت در جشنواره بین‌المللی فیلم دانشجویی
- ساخت فیلم مستند "بخش ۳"(دربارهٔ کودکان مبتلا به سرطان)، دی وی کم، ۳۰ دقیقه (۱۳۸۱)

شرکت در جشنواره بین‌المللی فیلم کوتاه تهران
برنده جایزه بهترین مستند در جشنواره فیلمهای خاص
- مستندهای بلند صنعتی (به مدت پنج تا هفت سال) برای مجتمع‌های پتروشیمی جم، برزویه، بوعلی سینا (در منطقه ماهشهر و عسلویه و نفت و گاز پارس جنوبی) به تهیه کنندگی شرکت ملی صنایع پتروشیمی (۱۳۸۱)
- مستند "شادی در عین سادگی" دربارهٔ بررسی شیوه‌های ایجاد شادی در کودکان به تهیه‌کنندگی یونیسف (۱۳۸۷)

### تئاتر
- کارگردانی نمایش "مرگ در می‌زند" نوشته وودی آلن (۱۳۷۴)
- کارگردانی نمایش "گربه روی شیروانی داغ "نوشته تنسی ویلیامز (۱۳۷۵)

## جوایز و نامزدی‌ها
| جشنواره                                  | قسمت                   | نامزد       | فیلم                    | نتیجه    |
| ---------------------------------------- | ---------------------- | ----------- | ----------------------- | -------- |
| یازدهمین دوره جشن خانه سینما             | بهترین فیلمنامه        | بهرام توکلی | پابرهنه در بهشت         | نامزدشده |
| یازدهمین دوره جشن خانه سینما             | بهترین کارگردانی       | بهرام توکلی | پابرهنه در بهشت         | نامزدشده |
| بیست و پنجمین دوره جشنواره فیلم فجر      | بهترین کارگردانی       | بهرام توکلی | پابرهنه در بهشت         | نامزدشده |
| بیست و پنجمین دوره جشنواره فیلم فجر      | بهترین فیلم اول        | بهرام توکلی | پابرهنه در بهشت         | برنده    |
| بیست و نهمین دوره جشنواره فیلم فجر       | بهترین فیلم دوم        | بهرام توکلی | پرسه در مه              | برنده    |
| چهارمین دوره جشن منتقدان سینمای ایران    | بهترین فیلمنامه        | بهرام توکلی | پرسه در مه              | برنده    |
| چهارمین دوره جشن منتقدان سینمای ایران    | بهترین کارگردانی       | بهرام توکلی | پرسه در مه              | نامزدشده |
| چهاردهمین دوره جشن خانه سینما            | بهترین فیلمنامه        | بهرام توکلی | اینجا بدون من           | برنده    |
| پنجمین جشن منتقدان سینمای ایران          | بهترین فیلمنامه        | بهرام توکلی | اینجا بدون من           | برنده    |
| حضور در سی و یکمین دوره جشنواره فیلم فجر | عوامل فیلم             | عوامل فیلم  | آسمان زرد کم‌عمق         | حضور     |
| سی و سومین دوره جشنواره فیلم فجر         | بهترین فیلمنامه        | بهرام توکلی | من دیه گو مارادونا هستم | نامزدشده |
| سی و سومین دوره جشنواره فیلم فجر         | بهترین کارگردانی       | بهرام توکلی | من دیه گو مارادونا هستم | نامزدشده |
| سی و سومین دوره جشنواره فیلم فجر         | جایزه ویژه هیئت داوران | بهرام توکلی | من دیه گو مارادونا هستم | برنده    |
| سی و ششمین دوره جشنواره فیلم فجر         | بهترین کارگردانی       | بهرام توکلی | تنگه ابوقریب            | برنده    |
| سی و هفتمین دوره جشنواره فیلم فجر        | بهترین کارگردانی       | بهرام توکلی | غلامرضا تختی            | نامزدشده |

## تالیفات و انتشارات
- داستان کوتاه «چکاد دایتی» – نشر صدا (۱۳۷۴)
- داستان کوتاه «زندگی خصوصی» – نشر سنا دل(۱۳۷۷)
- فیلمنامه بلند سینمایی «در نزدیکی خدا» (۱۳۷۹)
- ترجمه و انتشار فیلم نامه «بدو لولا بدو» نوشته تام تیکور(۱۳۸۱)
- انتشار کتاب «حرفی از جنس زمان» دربارهٔ ده سینماگر جوان سینمای نوین ایران (که بخشی مربوط به بهرام توکلی و فیلم‌های کوتاه او و تجربه‌هایش در زمینه روایت و سینما بود) توسط مرکز گسترش سینمای مستند و تجربی، انجمن سینمای جوان ایران و مؤسسه سنا(۱۳۸۶)
- فیلم نامه «پابرهنه در بهشت»(۱۳۸۷)
- تحقیق و نگارش فیلم نامه سینمایی «آواز پر جبرئیل» دربارهٔ زندگی شهاب الدین سهروردی (فیلسوف بزرگ ایرانی) به تهیه‌کنندگی بنیاد سینمایی فارابی(۱۳۸۸)
- انتشار چندین عنوان کتاب جدید دربارهٔ پنجاه کارگردان برتر سینمای آمریکا و…(۱۳۸۸)

## تحصیلات
- پایان دوره لیسانس با پایان‌نامه: «اگزیستانسیالیسم در آثار آلبر کامو» – دانشگاه تهران، دانشکده هنرهای زیبا(۱۳۷۸)
- پایان دوره فوق لیسانس با تز «بررسی مقایسه‌ای سینمای اینگمار برگمان و آندره تارکوفسکی»(۱۳۸۳)

## سوابق کاری
- آغاز مدیریت مؤسسه انتشارات سنا و آغاز به چاپ کتب تخصصی سینمایی در این انتشاراتی در زمینه تخصصی سینما، فیلم نامه‌های ترجمه و تئوری سینما و نقد و نظرهای سینمایی(۱۳۸۲)